# Крушково Поље
Крушково Поље је насељено мјесто у општини Шамац, Република Српска, БиХ. Према попису становништва из 2013. године, у насељу је живјело 632 становника.

## Историја

### Други свјетски рат
Извршен је масовни покољ Срба у срезу градачачком, у селима Милошевцу и Крушковом Пољу 30.12.1944. године. Тога дана чим је пала ноћ, усташе су опколиле и упале у село, „док су праштали бацачи, бомбе и митраљези. Избезумљен од страха народ је бежао на све стране. Усташе су убијала свакога на кога су наишле. Одсецали су уши, нос, и друге делове тела својим жртвама. Мајке су носиле у наручју полуголу децу. Свуда се чуо плач и запомагање. Нека су се деца смрзла. Свуда се видела крв и лешеви људи, жена и деце, одрубљених глава и унакажених тела. Бомбе су бацане у куће пуне жена и деце. Неки су живи у ватру бацани. Перу Васиљевића усташе су нашле крај троје болесне деце, убили су га и измрцварили пред очима деце, а онда су и децу побили. Жена и двоје деце Ђорђа Томића нађени су убијени, а треће дете одојче пуким случајем је остало живо и нађено је како мртву мајку доји. Жена и деца Цветана Сјепанића који се у ово доба налазио у заробљеништву у Немачкој, убијени су па је отац при повратку из заробљеништва затекао празну кућу. Остоју Брадашевића су у ватру бацили, а Петра Брадашевића унаказили и заклали. Милана Игњатовића из Крушкова Поља су заклали, одсекли му нос, уши и друге делове тела. Убијени су стари и болесни у постељама. Тако је убијен Марко Јовичевић, старац од 75 година и његова стара и болесна жена“.

## Спорт
У селу постоји локални фудбалски клуб Звијезда.

## Становништво
| Демографија | Демографија | Демографија |
| Година      | Становника  | Становника  |
| ----------- | ----------- | ----------- |
| 1948.       | 753         |             |
| 1953.       | 815         |             |
| 1961.       | 810         |             |
| 1971.       | 743         |             |
| 1981.       | 746         |             |
| 1991.       | 706         |             |
| 2013.       | 632         |             |